# Bengt Liljestrand
Bengt Trygvesson Liljestrand, född 26 februari 1919 i Engelbrekts församling i Stockholms stad, död 2 januari 2000 i Danderyds församling i Stockholms län, var en svensk militär.

## Biografi
Liljestrand avlade studentexamen vid Högre allmänna läroverket å Östermalm i Stockholm 1937. Han avlade officersexamen vid Krigsskolan 1940 och utnämndes samma år till fänrik vid Svea artilleriregemente, där han befordrades till löjtnant 1942. Åren 1941–1943 tjänstgjorde han som löjtnant i Finlands armé under fortsättningskriget. Han genomgick Artilleriofficersskolan vid Artilleri- och ingenjörhögskolan 1943–1944 och Högre artillerikursen där 1943–1945. Han studerade 1947–1949 vid Krigshögskolan, avlade 1950 filosofie kandidat-examen vid Uppsala universitet och befordrades 1952 till kapten i Generalstabskåren. År 1959 studerade han vid Försvarshögskolan och befordrades samma år till major, varpå han 1959–1960 var stabschef vid staben i IV. militärområdet och 1960–1962 lärare vid Försvarshögskolan. Han befordrades 1962 till överstelöjtnant och var 1962–1963 byrådirektör i Samordningsavdelningen vid Försvarsdepartementet.
År 1964 befordrades han till överste, varefter han 1964–1966 var sektionschef i Försvarsstaben och 1967–1968 bedrev studier vid Centre d’etudes industrielles i Genève. Han var chef för Bodens artilleriregemente 1968–1969 och stabschef vid staben i Västra militärområdet 1969–1973. År 1973 befordrades han till generalmajor, varpå han var chef för Militärhögskolan 1973–1978. Han hann dock inte tjänstgöra länge vid skolan innan han kallades till utlandsuppdrag: som chef för United Nations Truce Supervision Organization 1974–1975 och chef för United Nations Emergency Force 1975–1976. Efter hemkomsten till Sverige stod han till överbefälhavarens förfogande innan han 1978–1984 var chef för Försvarshögskolan och inträdde i reserven 1984.
Han bedrev 1985–1991 forskarstudier i säkerhetspolitik vid Institut universitaire de hautes études internationales i Genève.
Bengt Liljestrand invaldes 1963 som ledamot av Kungliga Krigsvetenskapsakademien.
Bengt Liljestrand var son till hovrättsrådet Trygve Liljestrand och Lolly Geijer. Han var sedan 1943 gift med Elisabeth Jung (dotter till Helge Jung). De fick barnen Ulla (född 1944), Trygve (född 1946), Agneta (född 1950) och Karin (född 1953).
Bengt Liljestrand är begravd på Djursholms begravningsplats.

## Utmärkelser
- Riddare av Svärdsorden, 1959.[13]
- Kommendör av första klass av Svärdsorden, 6 juni 1972.[14]